# Relave de bauxita
Relave de bauxita, residuo de bauxita o residuos de refinería de alúmina (RRA) es un subproducto en la producción de alúmina (óxido de aluminio), la principal materia prima utilizada en la fabricación del metal aluminio y también ampliamente utilizado en la fabricación de cerámica, abrasivos y refractarios. El nivel de producción lo convierte en un importante producto de desecho y, en consecuencia, los problemas de almacenamiento son revisados y cada oportunidad es explorada para encontrar usos para ella. Más del 95% de la alúmina producida a nivel mundial es mediante el proceso Bayer; por cada tonelada de alúmina producida también se produce aproximadamente de 1 a 1,5 toneladas de relaves de bauxita/residuos. La producción anual de alúmina en 2014 fue de aproximadamente 108 millones de toneladas resultando en la generación de cerca de 135 millones de toneladas de relaves de bauxita/residuos.

## Producción
Hay más de 60 operaciones de fabricación en todo el mundo empleando el proceso Bayer para fabricar alúmina a partir del mineral de bauxita. El mineral de bauxita es extraído, normalmente en minas a cielo abierto, y transferido a una refinería de alúmina para su procesamiento. Para extraer la alúmina, la parte soluble del mineral de bauxita se disuelve utilizando hidróxido de sodio bajo condiciones de alta temperatura y presión. La parte insoluble de la bauxita (el residuo) es eliminado, dando lugar a una solución de aluminato sódico, que luego es sembrado y se deja enfriar para dar lugar a la precipitación del hidróxido de aluminio. Aunque parte del hidróxido de aluminio es entonces devuelto y empleado para sembrar el siguiente lote, el resto es calcinado (calentado) a más de 1000.oC en hornos rotatorios o calcinadores de fluidos de tipo flash para producir óxido de aluminio (alúmina). El contenido de alúmina de la bauxita utilizada es de aproximadamente 50%, pero pueden ser utilizados minerales con un rango mucho más amplio de contenido de alúmina; el compuesto de aluminio puede estar presente como gibbsita (Al(OH)3), boehmita (AlOOH) o diáspora (AlOOH). Los relaves/residuos tienen siempre una alta concentración de óxido de hierro que le da al producto un color rojo característico. Una pequeña cantidad residual del hidróxido de sodio usado en el proceso permanece con los residuos, haciendo que el material tenga un alto pH/alcalinidad, normalmente >12. Varias etapas en el proceso de separación sólido/líquido son introducidas para reciclar tanto hidróxido de sodio como sea posible del residuo en el proceso Bayer, para hacer el proceso lo más eficiente posible y reducir costos de producción. Esto también disminuye la alcalinidad resultante de los residuos por lo que es más fácil de manipular.

## Composición
Los principales constituyentes del residuo tras la extracción del componente de aluminio son óxidos metálicos que no han reaccionado. El porcentaje de estos óxidos producidos por una refinería de alúmina en particular dependerá de la calidad y la naturaleza del mineral de bauxita y las condiciones de extracción. El intervalo de composición puede variar ampliamente, pero típicamente es:
Fe2O3	5 - 60%, Al2O3	5 - 30%, TiO2	0.3 - 15%, CaO	2 - 14%, SiO2	3 - 50% and Na2O 1 - 10%.
El objetivo es eliminar la máxima cantidad de aluminio que contienen los componentes como sea económicamente posible. En general, la composición del residuo refleja la de los componentes no de aluminio, con la excepción de una parte del componente de silicio: la sílice cristalina (cuarzo) no reaccionará pero parte de la sílice presente, a menudo denominada, sílice reactiva, reaccionará bajo las condiciones de extracción formando un complejo de tipo sodio-aluminio-silicio.
Mineralogicamente, los componentes presentes son: Sodalita 3Na2O.3Al2O3.6SiO2.Na2SO4) 4 - 40%; Goetita aluminosa (óxido de hierro aluminoso) 10 - 30%; Hematita (óxido de hierro) 10 - 30%; Sílice, cristalina y amorfa 5-20%; Tricálcico aluminato (3CaO.Al2O3.6H2O) 2 - 20%; Boehmita (AlO(OH)) 0 - 20%; Dióxido de titanio 2 - 15%; Moscovita (K2O.3Al2O3. 6SiO2.2H2O) 0 - 15%; Carbonato de calcio 2 - 10%; Gibbsita (Al(OH)3) 0 - 5%; Caolinita (Al2O3. 2SiO2.2H2O) 0 - 5%.

## Zonas de Almacenamiento de Residuos (ZAR)
Los métodos de almacenamiento de relaves han cambiado sustancialmente desde que las plantas originales fueron construidas. La práctica en los primeros años fue bombear la lechada de relaves, con una concentración de alrededor de 20% de sólidos, en lagunas o estanques creadas en las antiguas minas de bauxita o canteras agotadas. En otros casos, los embalses se construyeron con presas o diques, mientras que algunos valles de operaciones fueron convertidos en presas y  los relaves depositados en estas zonas de contención.
También era una práctica común verter los relaves en ríos, estuarios o el mar a través de tuberías o barcazas; en otros casos el residuo se envía hacia el mar y depositado en fosas oceánicas profundas a muchos kilómetros de la costa. Toda eliminación en el mar, estuarios y ríos ahora ha sido detenida. Mientras el espacio de almacenamiento de residuos se ha terminado y la preocupación ha aumentado en torno al almacenamiento húmedo, desde la mitad de los años 80 el apilamiento seco se viene adoptando cada vez más.

 En este método, los relaves se espesan a una suspensión de alta densidad (48 - 55% de sólidos o superior), y luego depositado en una forma que se consolida y se seca.
Un método de almacenamiento cada vez más popular es la filtración donde se elabora una torta de filtro (típicamente <30% de sólidos). Esta torta se puede lavar con agua o vapor para reducir la alcalinidad antes de ser transportada y almacenada como un material semiseco. Los residuos producidos en esta forma son ideales para su reutilización, ya que tiene baja alcalinidad, es más barato para el transporte, y es más fácil de manejar y procesar.

## Usos
Dado que el proceso Bayer se adoptó industrialmente por primera vez en 1894, el valor de los óxidos restantes ha sido reconocido. Se han hecho intentos para recuperar los principales componentes - especialmente hierro. Desde que comenzó la minería, una enorme cantidad de esfuerzo de investigación se ha dedicado a la búsqueda de usos para el residuo. Las posibles aplicaciones pueden ser ampliamente divididas en varias categorías:
la recuperación de componentes específicos presentes en los relaves/residuos, por ejemplo, hierro, titanio, elementos de tierras raras; empleados como un componente importante en la fabricación de otros productos, por ejemplo, de cemento; uso del residuo de bauxita como un componente en la construcción o material de construcción, por ejemplo, hormigón, baldosas, ladrillos; mejora del suelo o tapado; y la conversión del residuo a un compuesto útil, por ejemplo, mediante el proceso de Virotec.
La amplia gama de composición del residuo ha dado lugar a un enorme número de aplicaciones técnicamente viables, incluyendo: la fabricación de cemento, el uso en hormigón como un material cementicio suplementario, la recuperación de hierro, la recuperación de titanio, el uso en paneles de construcción, ladrillos, espuma aislante en ladrillos, tejas, grava/balasto de ferrocarril, la mejora del suelo, el calcio y el fertilizante de silicio, tapado/restauración in situ, la recuperación de lantánidos (tierras raras), recuperación de escandio, la recuperación de galio, la recuperación de itrio, el tratamiento de drenaje ácido de mina, adsorbente de metales pesados, colorantes, fosfatos, fluoruro, química, cerámica de vidrio, cerámicas, vidrio espumado, pigmentos, la extracción de petróleo o de extracción de gas, relleno para PVC, sustituto de la madera, geopolímeros, catalizadores, recubrimiento por pulverización de plasma de aluminio y cobre, la fabricación de materiales compuestos de aluminio titanato-mullita para recubrimientos resistentes a altas temperaturas, desulfuración de gases de combustión, la eliminación de arsénico, la eliminación de cromo, mejora del suelo.
Se estima que de 2 a 3,5 millones de toneladas de los residuos de bauxita producida anualmente se utiliza de alguna manera:
- Cemento - 500.000 a 1.500.000 toneladas;[11][12]

- Materia prima en la producción de hierro y acero - 400.000 a 1.500.000 toneladas;

- Recubrimiento de vertedero/caminos/mejora de suelos - 200.000 a 500.000 toneladas;[13]

- Los materiales de construcción (ladrillos, azulejos, cerámica, etc.) - 100.000 a 300.000 toneladas;

- Otros (refractario, adsorbente, drenaje ácido de mina (Virotec), catalizador, etc.) - 100.000 toneladas.[14]

En 2015 una importante iniciativa se puso en marcha en Europa, con fondos de la Unión Europea para hacer frente a la valorización de residuos de bauxita. Unos 15 estudiantes de doctorado han sido reclutados como parte de la Red Europea de Formación para el Valorización de Residuo de bauxite Cero-Residuos. El enfoque clave será la recuperación de hierro, aluminio, titanio y elementos de tierras raras (incluyendo escandio), así como también la valorización del residuo en materiales de construcción.